# Sven Landberg
Pour les articles homonymes, voir Landberg.
Sven Axel Richard Landberg, né le 6 décembre 1888 à Stockholm et mort le 11 avril 1962 dans la même ville, est un gymnaste artistique suédois.
Il est médaillé d'or du concours général par équipes aux Jeux olympiques d'été de 1908 à Londres. Lors des Jeux olympiques d'été de 1912 à Stockholm, il remporte une médaille d'or en système suédois par équipes.